# بيتر باورز
بيتر باورز (بالإنجليزية: Peter Bowers)‏ هو صحفي أسترالي، ولد في 1930، وتوفي في 28 يونيو 2010.